# 45th Infantry Division (United States Army)
La 45th Infantry Division (45ª Divisione di fanteria) è stata una grande unità attivata nel 1923 e appartenente alla Guardia Nazionale degli Stati Uniti d'America; dal settembre 1940 entrò a far parte dell'esercito statunitense. Dopo un lungo e intensivo addestramento partecipò all'invasione anfibia della Sicilia nel luglio 1943, dove combattè per la conquista di Gela e per l'aeroporto di Comiso.
Nel settembre 1943 sbarcò a Salerno come parte della 5ª Armata del generale Mark Clark e sostenne pesanti combattimenti contro le forze motocorazzate tedesche dal 12 al 16 settembre; le perdite furono gravi. Fu quindi disposta sull'estrema destra dello schieramento della 5ª Armata che risaliva la penisola italiana imbattendosi in varie linee fortificate tedesche. La divisione fu distaccata nel gennaio 1944 e inviata nella testa di ponte di Anzio e Nettuno, dove partecipò alle aspre battaglie di febbraio; liberata Roma a giugno, fu trasferita nel corpo di spedizione alleato che il 15 agosto 1944 sbarcò nella Francia meridionale: inserita nella 7ª Armata del generale George Smith Patton, fu tra le prime divisioni ad attraversare il confine tedesco. Avanzò quindi attraverso la Germania meridionale e liberò il campo di concentramento di Dachau, dove i suoi membri uccisero alcune SS già arresesi.
Ritornata nella Guardia Nazionale, fu nuovamente mobilitata nel 1950 allo scoppio della Guerra di Corea rimanendo in linea fino al 1953 quando ebbe termine. Ristrutturata nel 1959, la 45ª divisione fu infine sciolta nel 1969.

## Costituzione

Prima degli anni '30, il simbolo della divisione era un quadrato rosso con una svastica gialla, un omaggio ai nativi americani del sud-ovest degli Stati Uniti.

Poco dopo la fine della prima guerra mondiale il Congresso degli Stati Uniti emanò, nel 1920, il National Defense Act per riorganizzare le forze armate nazionali. Il documento permise la creazione della 45ª Divisione fanteria i cui membri dovevano essere reclutati negli Stati di Arizona, Colorado, Nuovo Messico e Oklahoma; la divisione fu ufficialmente istituita nel 1923 e gli uomini provenienti da quest'ultimo Stato si accamparono assieme per la prima volta a Fort Sill nel 1924. Il simbolo tattico scelto nell'agosto 1924 fu una svastica gialla inserita in un quadrato rosso inclinato di 45°, da portare sulla spalla: la svastica era infatti tipica delle culture degli indiani nativi negli Stati sud-occidentali degli Stati Uniti, dove la 45ª Divisione era stata arruolata, e rappresentava un segno di rispetto verso le tribù locali. Il motto selezionato fu Semper Anticus, espressione che in inglese fu tradotta come Always Forward ("sempre avanti").

## Primi anni di servizio
Alla costituzione la 45ª Divisione non era ancora inserita nell'esercito statunitense, bensì faceva parte della Guardia Nazionale: in questa veste, la divisione era incaricata di intervenire in aiuto alla popolazione civile in caso di disastri naturali o in momenti di forte agitazione politica; ciononostante, l'unità fu talvolta impiegata per tornaconti privati. Nel 1923 il quinto governatore dell'Oklahoma John Walton la mobilitò per impedire la riunione della legislatura statale e bloccare il processo di impeachment ai suoi danni; nel 1931 invece il nono governatore dell'Oklahoma, William Murray, la utilizzò per forzare la chiusura di diversi istituti bancari e mantenere aperto un ponte sul Red River, sebbene vi fosse una precisa ordinanza della Corte federale che stabiliva di bloccarlo.
Nel corso del 1939 la divisione rimpiazzò la svastica con un altro simbolo appartenente alla cultura indiana detto Thunderbird ("uccello del tuono"), giallo ad ali spiegate su sfondo rosso. Infatti la svastica era ormai associata al partito nazionalsocialista di Adolf Hitler e alla Germania nazista, mentre il 3 settembre Francia e Regno Unito alleati con gli Stati Uniti avevano dichiarato guerra alla Germania che aveva invaso la Polonia il 1º settembre.

## Nell'esercito regolare

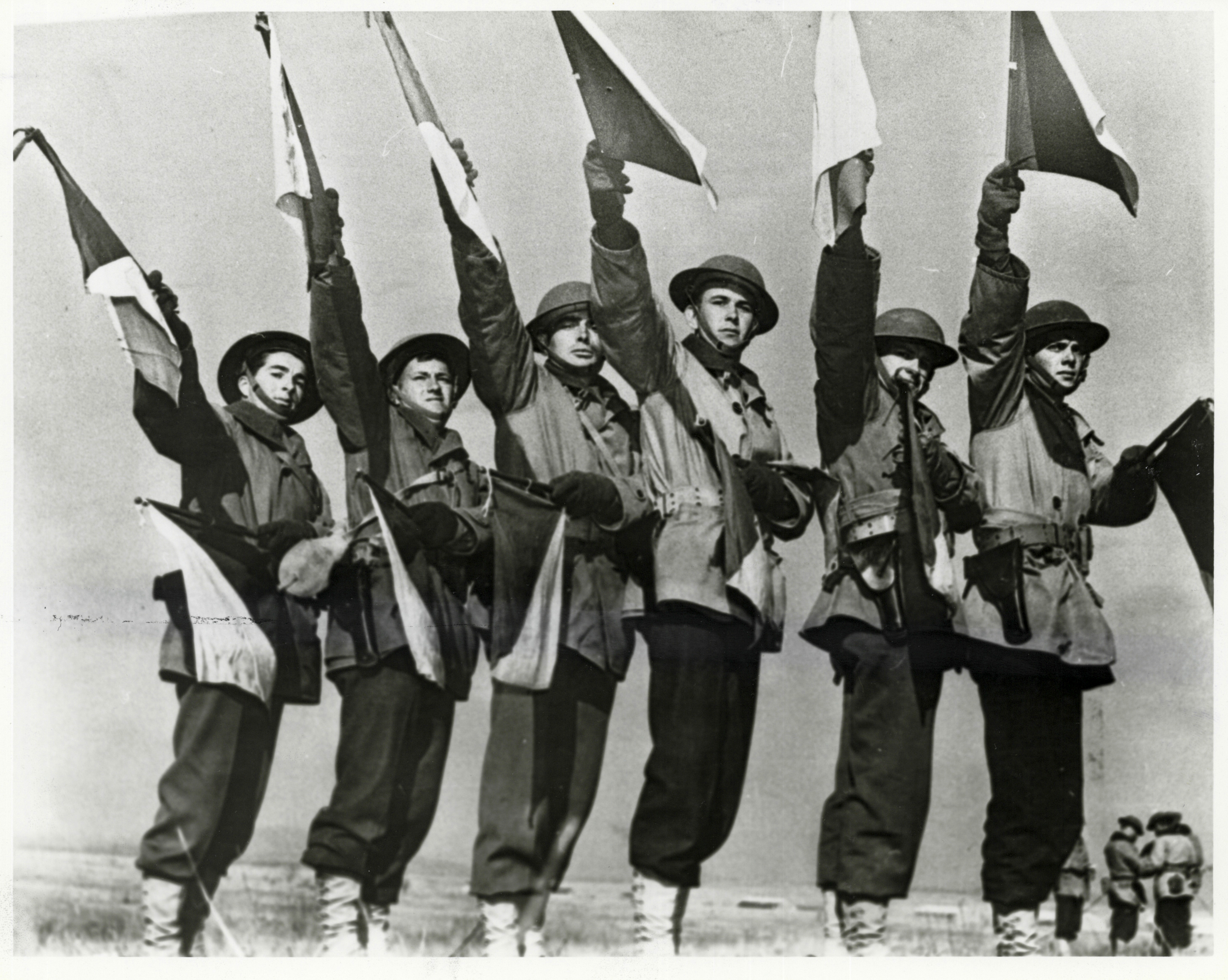
Soldati si addestrano nella segnalazione tramite bandiere sotto la supervisione della divisione, durante la mobilitazione della Guardia Nazionale

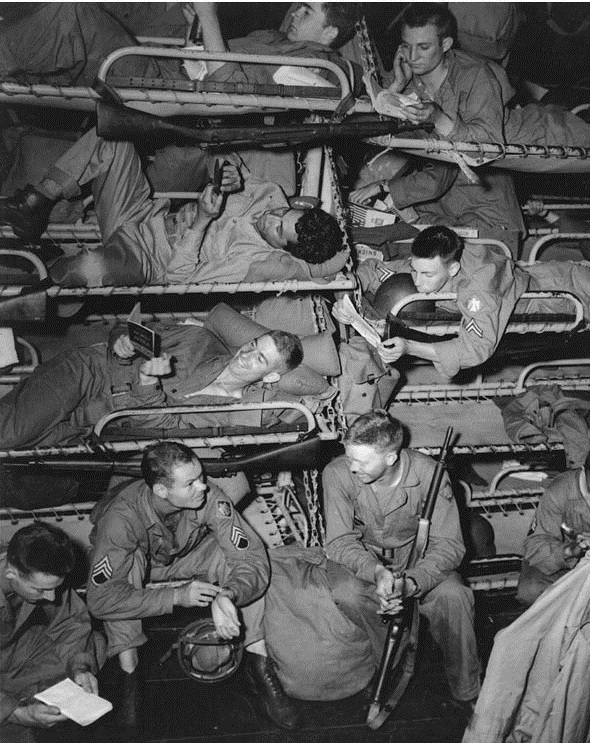
Uomini della 45ª Divisione su una delle navi da trasporto prima dello sbarco in Sicilia

### 1940-1945
Il 16 settembre 1940 la 45ª Divisione fu integrata nell'Esercito statunitense con al comando il maggior generale William Key per seguire un programma di addestramento della durata di un anno, che ebbe inizio a Fort Sill; allo scadere del periodo la divisione partecipò alle grandi manovre in Louisiana. Tuttavia non fu smobilitata: la guerra in corso aveva cambiato dimensione con il gigantesco attacco tedesco all'Unione Sovietica, mentre l'Impero giapponese alleato alle Potenze dell'Asse europee continuava la propria aggressiva politica estera. Gli Stati Uniti sarebbero stati presto coinvolti direttamente, perciò la dirigenza politico-militare avviò un vasto programma di potenziamento della forze armate.

#### La sosta in Africa
In quest'ottica la 45ª Divisione riprese l'addestramento militare a Fort Sill e poi a Camp Barkeley in Texas; in seguito fu trasferita a Fort Devens in Maryland da dove passò a Pine Camp nello stato di New York; terminò l'addestramento a Camp Pickett, in Virginia. Nell'ottobre 1942, nel corso delle dure esercitazioni, il comando della divisione era passato al maggior generale Troy Middleton.
La 45ª Divisione s'imbarcò su diciannove navi da trasporto a Hampton Roads in Virginia l'8 giugno 1943, non senza problemi o errori; tra i materiali ed equipaggiamenti della divisione, caricati a parte su diciotto altri cargo, mancavano i cercametalli e si dovette contattare urgentemente il Dipartimento della Guerra; mentre gli equipaggi dei mezzi da sbarco addestratisi con le truppe furono inviati sul fronte dell'Oceano Pacifico e rimpiazzati da reclute inesperte. La divisione, che Il Pentagono reputava tra le «più preparate di qualsiasi altra [...] sotto il nostro controllo», aveva circa 21 000 effettivi e due suoi reggimenti contavano tra gli altri circa 1 000 indiani provenienti da cinquantadue differenti tribù (quali Comanche, Navajo, Cherokee), che il giorno prima della partenza fecero una danza di guerra. La traversata dell'Oceano Atlantico avvenne senza incidenti e il 22 giugno il convoglio si fermò nel Marocco francese per sottoporre la divisione a qualche giorno d'addestramento ad Arzew; poi ripartì con meta il porto algerino di Orano raggiunto il 27 giugno, dove la divisione sostò per una settimana assieme alla 2ª Divisione corazzata e fu visitata dal generale George Smith Patton (comandante della 7ª Armata): egli disse agli uomini che «la battaglia è la più splendida competizione cui possa indulgere un essere umano» e incitò gli ufficiali ad «ammazzare a più non posso»; affermò infine che la 45ª Divisione doveva trasformarsi in una «divisione killer [...] i killer sono immortali». A partire dalla mattina del 4 luglio le truppe furono reimbarcate per prendere parte allo sbarco in Sicilia (operazione Husky); il convoglio partì nel pomeriggio.

#### I combattimenti in Sicilia
I piani prevedevano che le tre divisioni della 7ª Armata statunitense - 1ª, 3ª e 45ª di fanteria - sbarcassero nel golfo di Gela rispettivamente presso l'omonima città, a Licata e a Scoglitti: nella notte tra il 9 e il 10 luglio la flotta d'invasione giunse in posizione dinanzi alla Sicilia; gruppi d'indiani, nell'attesa dello sbarco, giocarono a poker scommettendo chi per primo tra loro avrebbe ucciso un italiano. L'attacco anfibio prese avvio alle 03:35 del 10 luglio e per la 45ª divisione le onde provocate dai venti provenienti da ovest rappresentarono un avversario di gran lunga più pericoloso della debole reazione italiana: le formazioni di mezzi anfibi, pilotate da equipaggi inesperti e mai addestratisi, furono scompaginate e le barche d'assalto approdarono a casaccio lungo venti chilometri di spiaggia; altre, guidate dai piloti terrorizzati, s'incagliarono oppure continuavano a muoversi lungo la costa senza ben sapere come raggiungerla; due imbarcazioni si scontrarono e affondarono con trentotto uomini. Il caos fu tale che le spiagge a sud di Scoglitti "verde 2" e "gialla 2" furono chiuse, seguite dalla "verde", "gialla" e "rossa" a nord; le ondate furono quindi deviate verso altri punti della costa dove i genieri già sbarcati avevano scavato dei passaggi sicuri con l'utilizzo intensivo dei bangalore. Per la fine della giornata, nonostante l'incredibile confusione, era stata stabilita una testa di ponte profonda circa due chilometri e le guarnigioni italiane si erano arrese in massa.

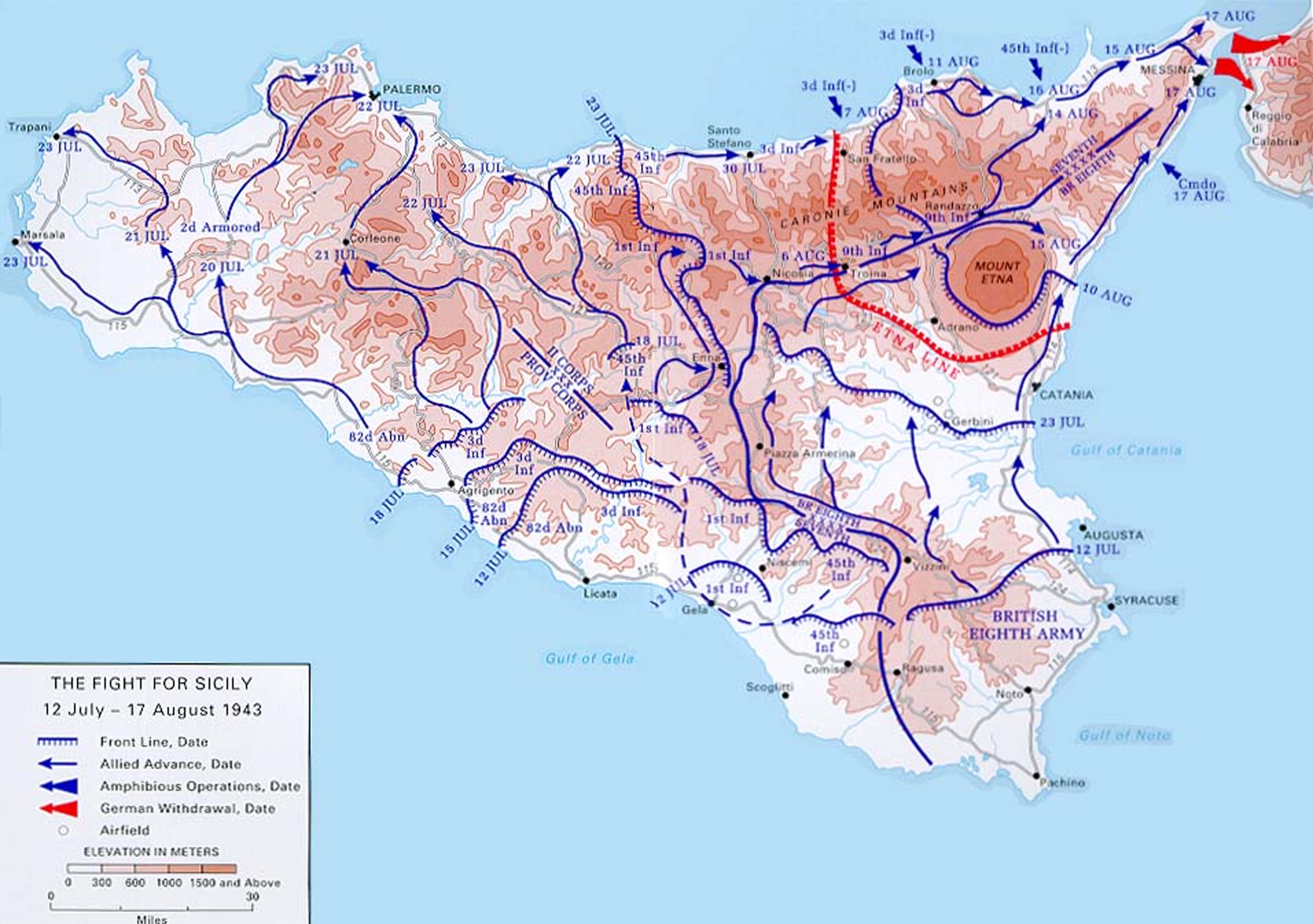
Mappa delle operazioni alleate dal 12 luglio al 17 agosto 1943, giorno della fine della campagna di Sicilia

L'11 luglio il 180º Reggimento dell'Oklahoma attaccò la città di Biscari dove reparti della Fallschirm-Panzer-Division 1 "Hermann Göring" si erano ritirati dopo il fallito contrattacco presso Gela. La feroce battaglia durò fino alla mattina del 14 luglio, gli statunitensi conquistarono il centro abitato e il devastato vicino aeroporto, ma le perdite furono pesanti, in particolare tra gli ufficiali abbattuti dai cecchini tedeschi; il 1º Battaglione del reggimento fu quasi decimato. La violenza dei combattimenti e l'inafferabilità dei tiratori scelti tedeschi portarono alcuni a vendicarsi sui prigionieri, per lo più italiani: nella tarda mattinata del 14 luglio trentasette soldati, qualcuno tedesco, furono trucidati dal sergente Horace West del 1º Battaglione che aveva avuto un crollo nervoso. Nel primo pomeriggio la "Hermann Göring" tentò di riconquistare l'aeroporto e negli scontri un gruppo di uomini della Compagnia C del 1º Battaglione fu falciato dalle mitragliatrici; pochi minuti dopo trentuno militari e cinque civili italiani si arresero e il capitano della compagnia, John Compton, li fece fucilare da un improvvisato plotone d'esecuzione. La notizia del massacro si diffuse presto tra le truppe alleate e la scoperta dei cadaveri da parte del cappellano della 45ª Divisione, il tenente colonnello William King, ne dette conferma; il generale Omar Bradley si rivolse a Patton che parlò di voci esagerate, suggerendo poi di convincere il cappellano a depositare una falsa dichiarazione. Furono invece condotte indagini che confermarono i fatti e giustificarono il processo a Compton e West: il primo fu assolto e morì in battaglia nel novembre 1943, il secondo fu condannato all'ergastolo, ma non fu rimpatriato e continuò a combattere; a novembre fu messo in consegna militare per un anno circa. Graziato, riprese servizio come soldato semplice.
Nel frattempo, l'11 luglio l'ala destra della 45ª Divisione era avanzata su ampio fronte, aveva conquistato l'aeroporto di Comiso e puntava sulla cittadina di Vizzini. Il 13 luglio, però, il maresciallo Bernard Law Montgomery decise di sua iniziativa di usare la strada statale 124, riservata nei piani a Patton, per inviare parte dell'8ª Armata a Enna e poi a nord, aggirando i tedeschi attestati attorno all'Etna. La 45ª Divisione, sul fianco destro della 7ª Armata, dovette dunque ridispiegarsi verso ovest mentre si generavano aspre tensioni tra i comandi anglo-statunitensi, che si risolsero solo il 17 luglio. La divisione occupò Caltanissetta il 18 luglio e tra il 19 e il 23 luglio, Patton avendo ripreso l'iniziativa, tagliò attraverso la Sicilia centrale e raggiunse la costa settentrionale: da qui si spinse verso est sulla strada costiera 113, sostenendo duri scontri presso la collina Motta tra il 26 e il 30 luglio; il giorno successivo raggiunse Santo Stefano di Camastra e fu sostituita dalla 3ª Divisione. Il 1º agosto la divisione fu ritirata nelle retrovie per un periodo di riposo e partecipando solo ad azioni di ricognizione, in attesa che fosse riorganizzata per partecipare a un altro sbarco.
Conquistata la Sicilia, Patton spese parole di elogio per la divisione, definendola una delle migliori unità da combattimento di tutte le forze armate statunitensi.

#### L'invasione dell'Italia continentale
Il 9 settembre 1943 la 5ª Armata al comando del generale Mark Clark cominciò a sbarcare sulle spiagge a sud di Salerno: il VI Corpo d'armata statunitense (generale Ernest Dawley) sulla riva destra del fiume Sele e il X Corpo britannico (generale Richard McCreery) sulla riva sinistra, più a nord. Come in Sicilia, l'operazione si tramutò presto in un frenetico movimento di mezzi da sbarco e uomini sul litorale, aggravato da una serie di incursioni della Luftwaffe e dalla violenta reazione della 16. Panzer-Division, parte della 10. Armee del generale Heinrich von Vietinghoff. Respinto un primo contrattacco, Clark decise di far sbarcare quasi tutta la riserva - la sola 45ª Divisione - per rafforzare le teste di ponte e coprire il varco di 11 chilometri tra i due corpi d'armata, oltretutto divisi dal Sele: l'11 settembre arrivò il 179º Reggimento. Fu inviato a nord e si attestò alla confluenza del fiume Calore con il Sele dove per tutto il 12 settembre combatté ferocemente contro gruppi di fanteria e carri armati tedeschi che, nascosti dalle gole, scendevano da Eboli verso le spiagge; gli scontri lasciarono il battaglione d'artiglieria distaccato con solo cinque granate disponibili. Nel frattempo erano stati portati a terra e schierati sul fianco sinistro del VI Corpo d'armata i restanti reggimenti della divisione, sotto organico con appena cinque battaglioni e poco coordinati con la 36ª Divisione fanteria a destra. Il generale Clark non aveva più riserve e il varco era ancora aperto: ordinò quindi alla 45ª Divisione di passare il Sele e disporre due battaglioni sulla sinistra estrema del VI Corpo pronti per marciare su Battipaglia, dove incontrarsi con i britannici.
Alle 15:30 del 13 settembre, nel settore della divisione si abbatté la controffensiva tedesca: un gruppo di quindici carri e un battaglione Panzergrenadier della 16. Panzer-Division marciarono da Eboli a sud-ovest e investirono il 1º Battaglione del 157º Reggimento, attestato attorno agli edifici di un locale tabacchificio; l'intero reggimento si frantumò e si dette alla fuga per tre chilometri, subendo 500 morti. I tedeschi proseguirono verso le spiagge e si scontrarono con il 179º Reggimento appoggiato dagli M4 Sherman del 191º Battaglione corazzato, mentre un'altra colonna della 16. Panzer-Division si era infiltrata tra la 45ª e la 36ª Divisione passando per la cittadina di Persano. Lo slancio dei corazzati tedeschi fu però fermato da un ponte distrutto, dove poi si trasferirono due battaglioni d'artiglieria della divisione che a sera martellarono l'altra sponda; nonostante la difficile situazione il generale Middleton, dopo una riunione con Clark e il generale Fred Walker (comandante della 36ª Divisione) per decidere se evacuare la testa di ponte, dichiarò che non avrebbe accettato una ritirata. Durante la notte, con i tedeschi ancora trattenuti al ponte e poco a sud di Persano, il 504º Reggimento aviotrasportato fu paracadutato nella testa di ponte risollevando il morale alleato; il generale Clark riposizionò i reparti e i tre assalti tedeschi del 14 settembre furono frustrati dalla 45ª Divisione. Le truppe a terra furono appoggiate dai cannoni navali e anche l'aviazione in Sicilia si era riorganizzata per fornire una continua copertura aerea, che colpì duramente i tedeschi. Un ultimo attacco della 16. Panzer-Division fu rintuzzato il 16 settembre sul nascere e von Vietinghoff decise di ritirarsi: nella notte del 17 settembre i tedeschi ripiegarono verso nord e il feldmaresciallo Albert Kesselring, comandante di tutte le forze tedesche in Italia, ordinò di attestarsi sul fiume Volturno 35 chilometri a nord di Napoli e resistervi fino al 15 ottobre. Le perdite complessive del VI Corpo d'armata ammontarono a oltre 3 500 tra morti e feriti.

#### Il Volturno e la testa di ponte di Anzio
Occupata il 1º ottobre Napoli, quasi del tutto abbandonata dai tedeschi, la 5ª Armata proseguì verso nord e s'imbatté nelle prime postazioni erette dalla 10ª Armata dietro al fiume Volturno. Il 13 ottobre le artiglierie della 45ª Divisione, schierata nell'entroterra a sud di Pontelandolfo, parteciparono a un nutrito bombardamento per facilitare il guado del fiume alla 3ª Divisione e alla 46ª e 56ª Divisione britannica; superato il fiume l'avanzata fu di nuovo arrestata da un'intensa resistenza tedesca, dalle piogge torrenziali e dalle improvvise piene che distrussero quasi tutti i ponti. Inoltre gli invii di materiali ed equipaggiamenti sul fronte italiano si erano decisamente ridotti a causa della priorità assegnata dagli Alleati all'operazione Overlord, l'apertura del secondo fronte in Europa occidentale.
La divisione passò il Volturno il 3 novembre e occupò Venafro; una seconda offensiva della 5ª Armata il 5 novembre per sfondare nel passo del Mignano vide la divisione avanzare penosamente tra le alture, utilizzando le pecore per far saltare i campi minati predisposti dai tedeschi; l'attacco fu comunque un fallimento e sia il monte Camino, più a valle, sia il passo del Mignano non furono espugnati. Le operazioni anglo-statunitensi a questo punto si fermarono e a dicembre il generale Middleton fu rimpiazzato dal maggior generale William Eagles al comando della divisione, che dopo la conquista di Sant'Elia Fiumerapido il 9 gennaio 1944 fu ritirata dal fronte per un periodo di riposo.

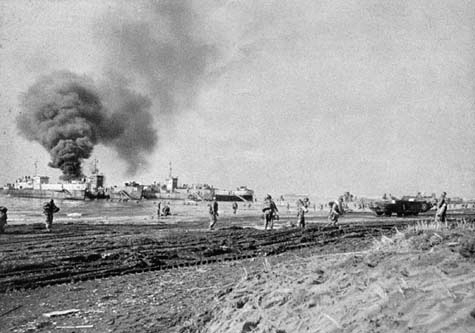
La divisione prende terra ad Anzio nel gennaio 1944

Per risolvere il frustrante stallo dinanzi alla Linea Bernhardt e poi davanti alla coriacea Linea Gustav, il 22 gennaio 1944 iniziò lo sbarco di Anzio (operazione Shingle) quando il VI Corpo d'armata al comando del generale John Lucas (1ª Divisione corazzata, 3ª e 1ª Divisione fanteria britannica) prese terra ad Anzio e Nettuno. Un reggimento della 45ª Divisione sbarcò nelle prime ore del 29 gennaio e nei giorni successivi giunsero gli altri reparti dell'unità; con la testa di ponte sottoposta all'attacco della 14. Armee del generale Eberhard von Mackensen dall'inizio di febbraio, Lucas dispose la 45ª alla sinistra del fronte alleato sulle rive del fiume Moletta, i cui reggimenti 179º e 180º guidarono una controffensiva al mattino dell'11 febbraio verso la Aprilia, ma coordinati così male con la 1ª Divisione britannica alla loro destra che già il 12 i tedeschi avevano respinto il maldestro attacco. Il 16 febbraio von Mackensen, pressato da Hitler, lanciò l'operazione Fischfang per eliminare definitivamente la testa di ponte: l'assalto si abbatté sul 157º e 179º Reggimento trincerati subito a sud di Aprilia ai lati della via Anziate; i due reparti furono falciati dai Panzer e del 2º Battaglione del 179º, che resistette tutto il giorno in una zona di pietra tufica detta "le Grotte", si salvarono solo 231 uomini su circa 1 000. Nonostante la ferocia della battaglia l'attacco tedesco aveva guadagnato poco terreno; perciò il mattino del 17 febbraio tre divisioni appoggiate da sessanta carri armati e dalla Luftwaffe rinnovarono l'offensiva, s'incunearono tra il 157º e il 179º reggimento e spezzarono in due la 45ª Divisione con un saliente profondo 1,5 chilometri. A mezzogiorno il colonnello Malcolm Kammerer comandante il 179º Reggimento, dette ordine a due battaglioni di ritirarsi ma i reparti furono sorpresi in campo aperto dai tedeschi: tra morti e prigionieri le perdite assommarono a quasi 1 000 uomini; il maggior generale Eagles destituì Kammerer. Per il resto della giornata il 157º Reggimento, quel che rimaneva del 179º e i britannici sulla destra combatterono strenuamente contro i tedeschi all'offensiva, supportati da 800 aerei e da due incrociatori.
Il 18 febbraio von Mackensen decise di impiegare le unità Panzergrenadier veterane per piegare la caparbia resistenza alleata: nelle prime ore della giornata i fanti tedeschi affiancati dai carri armati cozzarono contro il 179º Reggimento che fu spazzato via; i pochi superstiti «sull'orlo dell'isteria» si ritirarono a sud vicino a un cavalcavia sulla via Anziate. Nel pomeriggio, dopo che il comando del reggimento era passato a William Darby su ordine di Lucas, i tedeschi lanciarono l'assalto decisivo avanzando per 5 chilometri: tuttavia sia quel giorno che il 19 febbraio le divisioni anglo-statunitensi non cedettero e smorzarono la progressione tedesca con intensi tiri di artiglieria; il 180º Reggimento fece strage del Panzergrenadier-Regiment 741 che, già respinto dai britannici, aveva tentato di penetrare verso est. All'alba del 19 febbraio Lucas autorizzò una controffensiva generale ed entro il 22 febbraio la testa di ponte di Anzio non era più minacciata di distruzione. La feroce battaglia era stata vinta dagli Alleati, ma ad alto prezzo: il VI Corpo d'armata aveva registrato oltre 5 000 perdite. La 45ª Divisione accusò più di 400 morti dal 16 febbraio.

#### La presa di Roma
Il 22 maggio il generale Clark, giunto ad Anzio, illustrò il piano di battaglia del VI Corpo d'armata per uscire dalla testa di ponte e tagliare le retrovie tedesche occupando Cisterna, a nord-ovest: l'operazione Buffalo accessoria dell'operazione Diadem sarebbe stata intrapresa da sette divisioni alleate, tra le quali anche la 45ª schierata tra la 1ª britannica e la 1ª corazzata statunitense al centro del perimetro. L'offensiva scattò alle 06:30 del 23 maggio e s'imbatté subito nella forte resistenza delle divisioni tedesche, trinceratesi fuori Cisterna; la 45ª Divisione, sostenuta da un attacco diversivo britannico, avanzò verso nord sotto un intenso fuoco d'artiglieria e mitragliatrici, fino a quando circa dodici Tiger I sferrarono un contrattacco che annientò un battaglione e mezzo. Alla fine della giornata la divisione aveva sofferto 458 tra morti e feriti. Tuttavia Cisterna fu conquistata e il fronte tedesco venne spezzato: il 26 maggio la 45ª, la 34ª e la 1ª Divisione corazzata avanzarono simultaneamente verso la Linea Caesar, arroccata sui Colli Albani, ma senza risultati tangibili; l'attacco fu ripetuto il 29 e la 45ª Divisione ebbe perdite gravissime soprattutto tra gli ufficiali. Il giorno successivo la linea fu infine sfondata e le divisioni alleate si lanciarono su Roma; dopo essere passata a ovest di Lanuvio, la 45ª puntò verso nord-ovest e raggiunse il 4 giugno la strada statale 8, conducente a Ostia.
Il 16 giugno fu nuovamente messa a riposo nelle retrovie e il 5 luglio la divisione e il VI Corpo d'armata vennero tolti alla 5ª Armata in vista di uno sbarco nella Francia meridionale.

#### La Provenza e il fronte occidentale

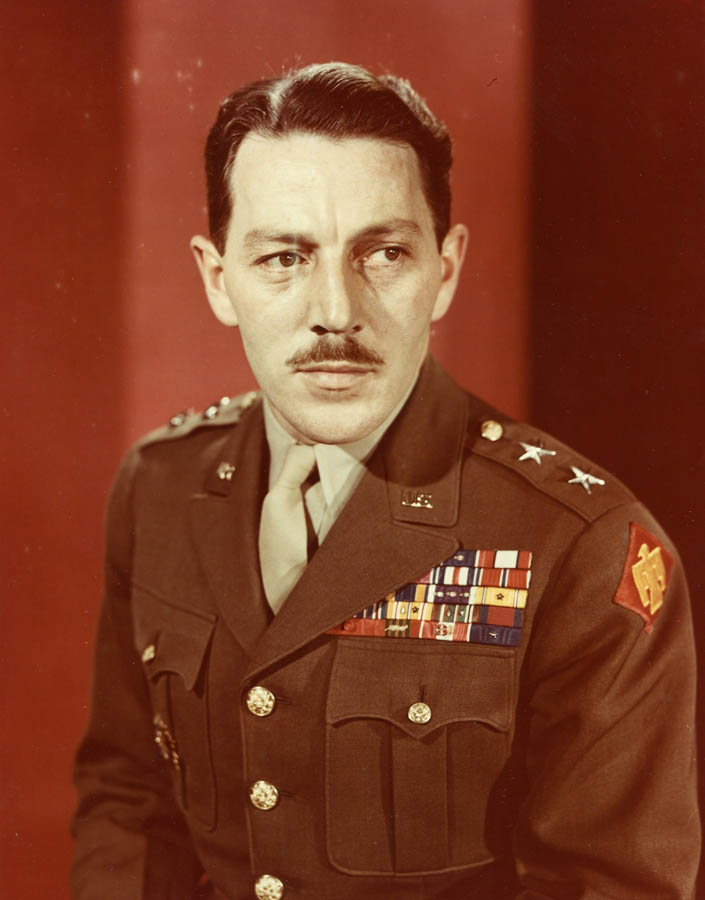
Il generale Robert Frederick

Il 15 agosto 1944 la divisione, dipendente dal VI Corpo d'armata della 7ª Armata inserita nel 6º Gruppo d'armate alleato, sbarcò in Provenza a Sainte-Maxime e, combattendo la debole difesa tedesca, si pose in testa all'avanzata verso l'altopiano di Belfort. Il 24 settembre conquistò Épinal dopo una dura battaglia, quindi superò la Mosella avvicinandosi alle propaggini occidentali dei Vosgi; il 30 settembre occupò la cittadina di Rambervillers e il 23 ottobre riuscì ad attraversare il fiume Mortagne. A questo punto alla divisione fu concesso un periodo di riposo, durante il quale il 1º novembre venne assegnata al diretto comando della 7ª Armata, per poi passare il 22 novembre alle dipendenze del XV Corpo d'armata; rientrò in azione il 25 quando distrusse i forti della Linea Maginot a nord del paese di Mutzig, passando poi il fiume Zintzel e continuando a penetrare nelle vecchie cinture fortificate francesi. Il 31 dicembre 1944 fu nuovamente trasferita al VI Corpo d'armata e al suo comando fu nominato il maggior generale Robert Frederick. Dal 2 gennaio 1945 la divisione combatté alcune battaglie contro le ultime disperate offensive tedesche sul fronte occidentale: dovette però cedere terreno e si ritirò dietro al fiume Moder. Il 17 febbraio venne posta nelle retrovie e sottoposta a una breve sessione d'addestramento e il 15 marzo tornò a far parte del XV Corpo d'armata; il 17 marzo, nell'ambito della più ampia operazione Undertone, la divisione, che si era spostata a nord di Sarreguemines, lanciò un massiccio attacco alla Linea Sigfrido e la sfondò il 17 marzo, occupando quindi Homburg il 21 marzo.
Il 26 marzo attraversò il Reno tra le città di Worms e Hamm: con l'esercito tedesco ormai quasi del tutto in sfacelo, la divisione puntò verso sud e conquistò senza difficoltà Aschaffenburg il 3 aprile; dopo aver affrontato una dura battaglia a Norimberga tra il 16 e il 20 aprile, la divisione passò il Danubio il 27 aprile. Mentre stava dirigendosi su Monaco di Baviera, ebbe l'ordine di liberare il campo di concentramento di Dachau: il 29 aprile, assieme alla 42ª Divisione e alla 20ª Divisione corazzata, entrò nel campo dove si trovavano oltre 30 000 prigionieri in condizioni miserande; su un treno appena arrivato la divisione rinvenne inoltre 2 310 cadaveri, quel che rimaneva di oltre 5 000 prigionieri del campo di concentramento di Buchenwald giunti il 28 aprile dopo un lungo viaggio iniziato ai primi del mese, durante il quale metà dei corpi erano stati gettati giù dai vagoni dalle Schutzstaffel di guardia. Tuttavia 816 deportati erano ancora vivi e furono subito spostati nelle affollate baracche.
Il 30 aprile venne occupata anche Monaco e la vicina Dachau, dove la divisione si fermò: il 6 maggio fu sottoposta al comando della 7ª Armata e due giorni dopo, con la resa della Germania agli Alleati e all'Unione Sovietica, la guerra in Europa si concluse.

#### Statistiche di servizio

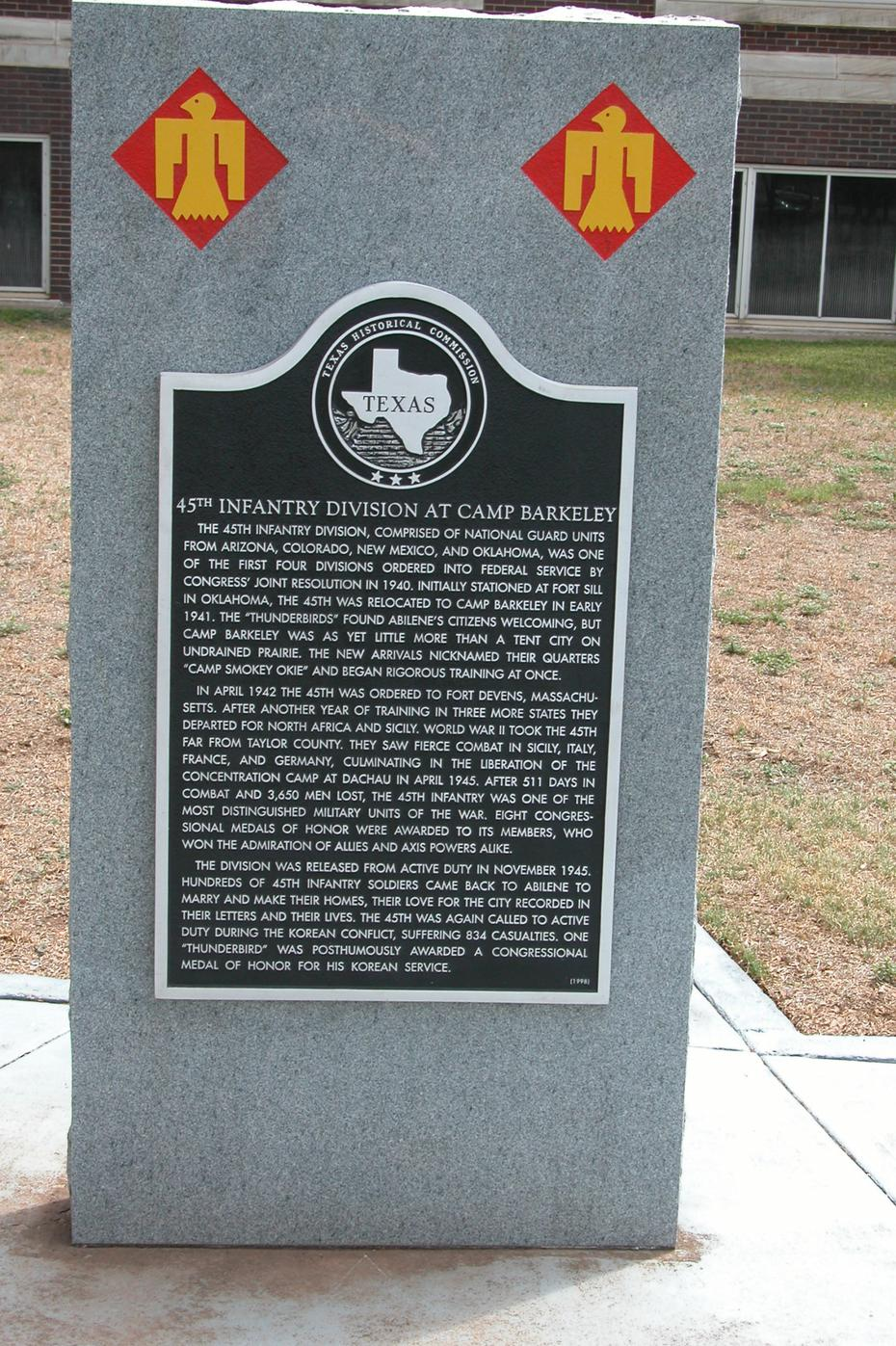
Stele commemorativa della divisione a Camp Barkeley

Durante la seconda guerra mondiale la 45ª Divisione rimase al fronte per 511 giorni e subì un totale di 20 993 vittime tra morti, feriti, prigionieri e dispersi in azione; in particolare, nel teatro di operazioni europeo comprendente l'Europa occidentale e centrale, la divisione ebbe 7 791 perdite in battaglia, delle quali 1 831 morti. Nel corso del conflitto ebbe sette citazioni e i suoi uomini guadagnarono tre Army Distinguished Service Medal, otto Medal of Honor, trentotto Legion of Merit, 52 Air Medal, 59 Soldier's Medal, 61 Distinguished Service Cross, 1 848 Silver Star e 5 744 Bronze Star Medal.

### 1945-1969
Dopo la resa incondizionata della Germania, la divisione fece ritorno in patria il 16 settembre 1945, passando agli ordini del brigadier generale Henry Meyer. Il 7 dicembre fu riassegnata alla Guardia Nazionale: l'unità, che fu arruolata esclusivamente in Oklahoma, seguì corsi serali d'addestramento settimanali negli arsenali statali; inoltre Fort Sill divenne il luogo dell'annuale accampamento estivo.
Nel giugno 1950 la Corea del Nord comunista invase con un esercito approvvigionato dall'Unione Sovietica la Corea del Sud filoccidentale; per la guerra di Corea la 45ª Divisione fu nuovamente mobilitata. Dopo un periodo di addestramento a Camp Polk, nel marzo 1951 la divisione s'imbarcò con destinazione Hokkaidō dove fu sottoposta ad altre esercitazioni; quindi a dicembre fu trasportata in Corea, assieme all'unica altra divisione della Guardia Nazionale che avrebbe partecipato al conflitto, la 40ª della California. La divisione combatté nell'area di Yonchon-Chorwon e rimase nel teatro fino alla primavera 1952, quando numerosi reparti furono ritirati: fu del tutto smobilitata con la fine del conflitto nel luglio 1953, dopo aver partecipato a quattro campagne di vasta portata e aver passato 429 giorni in battaglia.
Tornata allo status di divisione della Guardia Nazionale, nel 1959 fu riorganizzata come unità pentagonale su cinque Battle Groups con una consistenza che li poneva a metà strada tra un battaglione e un reggimento. La divisione fu infine disciolta nel gennaio 1969 e la sua eredità fu raccolta dalla nuova 45ª Brigata fanteria, affiancata da un gruppo d'artiglieria e da un comando di supporto: le tre unità ritennero l'insegna gialla e rossa; i reparti logistici e amministrativi invece, dipendenti dal Quartier Generale di Stato, ebbero come insegna la testa di guerriero indiano.
Nel 1985 alla 45ª Divisione fu ufficialmente riconosciuta la parte avuta nella liberazione dell'Europa e dei campi di concentramento sia dal Centro di Storia Militare dell'esercito statunitense, sia dall'United States Holocaust Memorial Museum.

## Ordine di battaglia
1944
- Division Headquarters
  - 157th Infantry Regiment
  - 179th Infantry Regiment
  - 180th Infantry Regiment
  - 158th Field Artillery Battalion (obici da 105 mm)
  - 160th Field Artillery Battalion (obici da 105 mm)
  - 171st Field Artillery Battalion (obici da 105 mm)
  - 189th Field Artillery Battalion (obici da 155 mm)
  - 120th Medical Battalion
  - 120th Combat Engineer Battalion
  - 45th Signal Company
  - 45th Recognition Troop (mechanized)
  - 45th Quartermaster Company
  - 700ª Ord Company